# Момир Брадић
Момир Брадић (Медвеђа, Трстеник, 22. јул 1935 — Крушевац, 29. новембар 2018) је био глумац познат по улогама На путу за Катангу, Село гори, а баба се чешља и За краља и отаџбину.

## Биографија
Рођен је 1935. године у Медвеђи. Глумио је Светог Саву, Лазара Хребељановића, Стефана Лазаревића, Стефана Немању, Доситеја Обрадовића и друге знамените личности.
Глумио је и на филму и на телевизији. Једна од његових последњих улога је свештеник Станислав у телевизијској серији Село гори, а баба се чешља. Један је од оснивача Крушевачког позоришта и његов управник је био дванаест година.
Отац је Небојше Брадића, бившег министра културе и управника Крушевачког позоришта. Године 2017. је добио награду „Бора Михаиловић”. Преминуо је 29. новембра 2018. у Крушевцу.
Године 2019. постхумно му је додељена награда „Најморавац” од стране општине Трстеник, за допринос и очување идентитета српског народа, за верност свом народу, завичају и Морави.